# 보르네오족제비오소리
보르네오족제비오소리(Melogale everetti)는 족제비과에 속하는 족제비오소리류의 일종이다. 에버렛족제비오소리(Everett's ferret-badger) 또는 키나발루족제비오소리(Kinabalu ferret-badger)로도 알려져 있다. 학명은 영국인 식민지 관리이자 동물수집가였던 알프레드 에버렛(Alfred Hart Everett)의 이름에서 유래했다. 야행성 동물이고, 대부분 육식 동물이지만 일부는 식물을 먹기도 한다. 먹이는 곤충과 달팽이, 도마뱀, 작은 새, 설치류(죽은 동물의 사체 포함) 그리고 나무 열매 등이다.

## 서식지와 분포
키나발루 산의 고지대 숲과 말레이시아 사바 지역 근처 지역은 확실히 서식하는 것으로 알려져 있고, 브루나이와 인도네시아 칼리만탄, 말레이시아 사라왁주를 포함한 보르네오섬의 기타 지역은 서식하는 것으로 추정하고 있다. 이 종의 생존에 가장 큰 위협은 보르네오섬에서 급속히 진행중인 산림 남벌로 인한 서식지 감소이다.